# 貝塞爾鎮區 (伊利諾伊州麥克多諾縣)
貝塞爾鎮區（英語：Bethel Township）是位於美國伊利諾伊州麥克多諾縣的一個行政鎮區。

## 地方資料
根據2010年美國人口普查的數據，貝塞爾鎮區的面積為94.90平方千米，當中陸地面積為94.90平方千米，而水域面積為0.00平方千米。當地共有人口312人，而人口密度為每平方千米3.29人。